# Андерс, Мерри
Мерри Андерс (англ. Merry Anders), имя при рождении Мэри Хелен Андерсон (англ.  Mary Helen Anderson; 22 мая 1934 года — 28 октября 2012 года) — американская актриса и модель 1950—1970-х годов.
За время своей кинокарьеры, охватившей период с 1951 по 1971 год, Андерс сыграла в 44 фильмах, в том числе главные и значимые роли в фильмах категории В «Смерть в небольших дозах» (1957), «Идущая мишень» (1960), «Пять отважных женщин» (1960), «Когда бьют часы» (1961) и «Пэтти» (1962). Она также появилась в менее крупных ролях в таких престижных фильмах, как «Отверженные» (1952), «Титаник» (1953), «Как выйти замуж за миллионера» (1953), «Всё, что дозволено небесами» (1955), «Кабинетный гарнитур» (1957) и «Аэропорт» (1970).
Начиная с 1954 года, Андерс много работала на телевидении. В частности, у неё были постоянные роли в телесериалах «Шоу Стью Эрвина» (1954—1955), «Это всегда Джен» (1955—1956), «Как выйти замуж за миллионера» (1957—1959), «Нельзя быть слишком молодым» (1965—1966) и «Облава 1967» (1966—1967).

## Ранние годы и начало карьеры
Мерри Андерс, имя при рождении Мэри Хелен Андерсон, родилась 22 мая 1934 года в Чикаго, Иллинойс, в семье шведско-немецко-ирландского происхождения, она — единственная дочь успешного строительного подрядчика. В 1949 году Мерри вместе с матерью поехала на две недели в Лос-Анджелес, но назад они так и не вернулись. Отец остался в Чикаго, и больше не жил с семьёй. Мерри выросла в уютном мире, в котором вместе с матерью и бабушкой с увлечением смотрела фильмы и сопровождающие их сценические шоу.
В школе Андерс обратила на себя внимание бывшей актрисы и владелицы небольшого модельного агентства Риты Ла Рой, которая убедила Андерс брать уроки модели. В 1950 году Андерс стала подростковой топ-моделью, сменив в этом качестве Типпи Хедрен, которая переехала в Нью-Йорк. В 1951 году фотографии Андерс появились в национальных рекламных компаниях свитеров Catalina и швейных машинок «Зингер», а также на главном билборде гостиницы Wilbur Clark’s Desert Inn в Лас-Вегасе.
Андерс стала брать уроки актёрского мастерства в Ben Bard Theater (англ.  Ben Bard Playhouse), где её заметил скаут по поиску талантов студии 20th Century Fox, который в 1951 году подписал с ней семилетний контракт.

## Карьера в кино и на телевидении
После дебюта в роли хористки в музыкальном фильме «Золотая девушка» (1951) Андерс сыграла на 20th Century Fox эпизодические роли в таких престижных фильмах, как комедия «Оптом дешевле 2» (1952) с Джинн Крейн и Мирной Лой, историческая драма по роману Виктора Гюго «Отверженные» (1952) с Майклом Ренни и Робертом Ньютоном, историческая драма с Барбарой Стэнвик и Клифтоном Уэббом «Титаник» (1953), а также романтическая комедия с Мерлин Монро и Лорен Бэколл «Как выйти замуж за миллионера» (1953) . После небольшой роли в приключенческой мелодраме «Принцесса Нила» (1954) с Деброй Пейджит и Майклом Ренни, студия не стала продлевать с ней контракт, и Андерс начала самостоятельную карьеру. На студии Columbia она сыграла небольшую роль в романтической комедии «Фи» (1954) с Джуди Холлидей и Джеком Леммоном, а также стала сниматься на телевидении, где сменила Энн Тодд в последнем сезоне комедийного сериала «Шоу Стью Эрвина» (1954—1955) на CBS, сыграв в 26 эпизодах старшую дочь главного героя.
В 1955 году на студии Universal Pictures Андерс сыграла небольшую роль в мелодраме Дугласа Сирка «Всё, что дозволено небесами» (1955) с Роком Хадсоном и Джейн Уаймен, а также получила роль на телевидении в комедии CBS «Это всегда Джен» (1955—1956, 6 эпизодов), где играла фигуристую белокурую модель, которая делила квартиру на Манхэттене с артисткой ночного клуба (Дженис Пейдж) и секретаршей (Патриция Брайт).
В 1956 году после рождения дочери Андерс отправилась на длительные гастроли по Западному побережью США с бродвейским хитовым спектаклем «Испортит ли успех Рока Хантера», где играла главную роль в паре с Джином Рэймондом. В том же году она сыграла гостевые роли в эпизодах сериалов «Миллионер» (1956) и «Дневной спектакль» (1956).
Год спустя Андерс сыграла в семи фильмах , среди которых романтическая комедия студии Fox со Спенсером Трейси и Кэтрин Хепберн «Кабинетный гарнитур» (1957), где у Андерс была небольшая, но содержательная роль. Остальные фильмы были малобюджетными. Большой общественный резонанс получила её роль Рут Коллинз в комедии с Хэлом Марчем о конкурсе красоты «Выслушай меня хорошенько» (1957) на студии Paramount Pictures. Благодаря ставшей знаменитой сцене с «уменьшающимся ацетатным платьем», которое в кадре сжимается и разжимается с помощью мультипликационного эффекта, Андерс получила большую прессу. Она также сыграла главную роль в классическом кэмп-вестерне «Девочки Далтона» (1957), где четыре родственницы убитых братьев Далтон становятся на их преступный путь. Она также была официанткой, вовлечённой в торговлю амфетаминами, в фильме нуар о распространении наркотиков среди дальнобойщиков «Смерть в небольших дозах» (1957). Кроме того, у неё были главные женские роли в музыкальном фильме «Горячая волна Калипсо» (1957) и в криминальной драме «Побег из Сан-Квентина» (1957), а также роли второго плана в криминальной драме о молодёжной преступности «Не время быть молодым» (1957) и в фильме нуар «Ночной беглец» (1957).
Также в 1957 году Андерс получила роль Майк Макколл в ситкоме NTA Film Network «Как выйти замуж за миллионера» (1957—1959, 52 эпизода), который был основан на одноимённом фильме с Бетти Грейбл, Мерилин Монро и Лорен Беколл. В фильме Андерс сыграла эпизодическую роль, в сериале же она сыграла главную роль наряду с Барбарой Иден и Лори Нельсон. Первый сезон сериала был достаточно успешным, и был продлён на второй, укороченный сезон. В 1959 году сериал был закрыт.
В 1958 году Андерс сыграла только в одном фильме, приключенческой драме с Брайаном Китом «Жестокая дорога» (1958), а в 1959 году — в эпизодах таких сериалов, как «Полицейский штата», «Майк Хаммер», «Истории Уэллс-Фарго», «Ричард Даймонд, частный детектив», «Шугарфут» и «Семья Маккой». В 1960 году Андерс исполнила главные роли в пяти малобюджетных фильмах, среди которых вестерн «Пять смелых женщин» (1960), нуаровый триллер «Ходячая мишень» (1960), фильм ужасов «Гипнотический глаз» (1960), вестерн «Молодой Джесси Джеймс» (1960) и романтическая мелодрама «Весенний роман» (1960).
В 1961 году Андерс сыграла главные женские роли в четырёх низкобюджетных фильмах режиссёра Эдварда Л. Кана, среди которых криминальные драмы «Тайна глубокой гавани» (1961), «История полицейской собаки» (1961) и «Когда бьют часы» (1961), а также вестерн «Игрок в оружием» (1961). Кроме того, у неё была главная роль в криминальной драме Джека Ливуда «20 000 глаз» (1961), которая была снята всего за шесть дней и 60 тысяч долларов, но тем не менее получила высокую оценку критиков. Помимо этого, в 1961 году Андерс сыграла в криминальной драме, которая должна была стать первым фильмом, снятым для телевидения, однако его отложили в долгий ящик, а затем перемонтировали и выпустили в прокат как кинофильм два года спустя под названием «Код ФБР 98» (1963).
В 1962 году последовали главные женские роли в двух фильмах — низкобюджетной криминально-приключенческой драме «Воздушный патруль» (1962), а также в драме «Пэтти» (1962) на смелую для своего времени тему, где героиня Андерс забеременела после жестокого изнасилования, после чего была вынуждена незаконными методами сделать аборт. Год спустя последовали главные женские роли в фильме ужасов «Дом проклятых» (1963) и криминальной драме «Полицейская медсестра». В 1964 году Андерс появилась в главных женских ролях в трёх фильмах категории В — фантастическом фильме с Престоном Фостером «Путешественники во времени» (1964), вестерне с Оди Мерфи «Быстрый стрелок» (1964) и в криминальной драме «Налётчики из морских глубин» (1964).
В 1964 году Андерс специально набрала за четыре дня 12 фунтов, питаясь авокадо и бананами, чтобы сыграть роль Эстель Пенфилд, помешанной на еде гостьи на ферме толстяков, в музыкальной комедии с участием Элвиса Пресли «Пощекочи меня» (1965). В последний день съёмок Андерс привела на съёмочную площадку свою мать и дочь, и Элвис пообщался с ними и даже устроил для дочери Тины экскурсию по съёмочной площадке. В 1966 году Андерс появилась, в, по мнению историка кино Ричарда Копера, «ужасном» научно-фантастическом фильме «Женщины доисторической планеты» (1966).
В 1960-е годы Андерс продолжала много работать на телевидении в качестве гостевой звезды. Она, в частности, сыграла в таких популярных телесериалах, как «Сансет-стрип, 77» (1958—1962, 5 эпизодов), «Гавайский детектив» (1960—1964, 4 эпизода), «Альфред Хичкок представляет» (1961), «Перри Мейсон» (1961—1964, 3 эпизода), «Дни в Долине смерти» (1962, 2 эпизода), «Арест и суд» (1964, 2 эпизода), «Виргинец» (1964) и «Семейка Аддамс» (1964). В 1965 году Андерс начала играть одну из главных ролей злобной Тётушки Элис в дневной мыльной опере «Нельзя быть слишком молодым» (1965—1966, 147 эпизодов), ориентированной на подростковую аудиторию. Однако, как пишет историк кино Хэл Эриксон, «можно утверждать, что самым запоминающимся выступлением Мерри Андерс на телевидении (и тем, которое чаще всего можно увидеть в наши дни) была роль женщины, которая утонула в телефонной будке (!) в эпизоде сериала „Напряги извилины“ (1966)».
В 1967 году Джэк Уэбб, продюсер полицейского процедурала «Облава 1967» (1967—1970), пригласил Адамс на постоянную роль «суперэффективной женщины-полицейского» Дороти Миллер, потребовав, чтобы она сменила свой обычный образ платиновой блондинки и снималась в чёрном парике. Предполагалось, что персонаж Адамс станет любовным увлечением главного героя сериала, детектива Джо Фрайдэя (которого играл Уэбб), но сериал так и не пошел в этом направлении. После семи эпизодов Адамс ушла из сериала.
В 1967—1968 года Адамс сыграла в четырёх эпизодах семейного сериала «Лесси», а в 1971 году последний раз появилась на телевидении в двух эпизодах вестерн-сериала «Дымок из ствола» (1971). Тем временем в кино ввиду отсутствия предложений Андерс устроилась «прославленной статисткой» в блокбастер «Аэропорт» (1970) со звёздным составом актёров-ветеранов, но её имя даже не фигурирует в титрах. Ещё три года спустя Андерс сыграла главную роль в хоррор-триллере «Кровавое наследство» (1973), после чего завершила актёрскую карьеру, чтобы, по её собственным словам, «вести нормальную жизнь».

## Актёрское амплуа и оценка творчества
Невысокая (163 см), зеленоглазая блондинка, Мерри Андерс, по словам кинокритика Ричарда Копера, «определённо была одной из самых востребованных и разносторонних актрис 1950-х годов,… украсив своим присутствием многочисленные телешоу и фильмы категории В». Она играла в картинах широкого жанрового диапазона — «от триллеров до комедий, от вестернов до фильмов о молодёжной преступности,… выжимая максимум из своих киноролей».
Андерс начала кинокарьеру в 1951 году на студии 20th Century Fox, где играла эпизодические роли в престижных фильмах категории А. В 1954 году Андерс стала фрилансером, снимаясь преимущественно в главных ролях в криминальных драмах, вестернах, научно-фантастических фильмах и фильмах ужасов со скромным бюджетом, а также в многочисленных телесериалах.
В 1960 году в журнале TV Guide вышла статья под названием «Мерри Андерс — королева пилотов», в которой актриса следующим образом объясняет свой метод работы в быстром темпе телевизионных съёмок: «Я прихожу на съёмочную площадку с выученными репликами, а затем читаю их, как Мерри Андерс. Обычно этого достаточно. Но если режиссёр хочет чего-то большего, тогда мы приступаем к работе. После этого реплики звучат так, как будто Мерри Андерс работает».
Как пишет историк кино Хэл Эриксон, «Андерс никогда не настаивала на том, что она великая актриса; её „универсальность“ во многих телевизионных ролях заключалась в том, что она как можно чаще меняла цвет волос». Она могла быть и блондинкой, и брюнеткой, и рыжеволосой. В частности, перед съёмками в сериале «Облава 1967» (1967) его создатель Джэк Уэбб настоял на том, чтобы Андерс носила парик брюнетки, чтобы выглядеть «более серьёзно».

## Последующая деятельность
На протяжении 1970-х годов Андерс продолжала играть в студенческом театре колледжа Los Angeles Valley College, записываясь на курс каждый год, чтобы иметь возможность играть в спектаклях. Её дочь Тина также училась в этом колледже и играла в театре, однако актёрскую карьеру так и не сделала.
В 1969 году Андерс обратилась в бюро по безработице в Лос-Анджелесе в поисках переквалификации, чтобы заниматься чем-то другим, кроме актёрской игры в кино или на телевидении. Сначала там ей никто не поверил. В итоге в 1970 году она устроилась секретаршей в корпорацию Litton Data Systems, оговорив право на отгулы в случае, если она получит актёрскую работу. Проработав в этой корпорации 25 лет, Андерс в 1994 году вышла на пенсию с должности координатора клиентских отношений.

## Личная жизнь
В марте 1955 года Мерри Андерс вышла замуж за 26-летнего директора по кастингу Джона Стивенса (англ. John Stepens), однако через три с половиной месяца брак распался. После трёх безуспешных попыток примириться Андерс подала на развод, обвинив мужа в «крайней жестокости» и «физическом насилии». На момент оформления развода Андерс была беременна, и в 1956 году у неё родилась дочь Тина Бет Пейдж Андерс (англ. Tina Beth Paige Anders).
Через 31 год после развода со Стивенсом в 1986 году Андерс снова вышла замуж за инженера корпорации Litton Industries Ричарда Бенедикта (англ. Richard Benedict). Этот брак продлился вплоть до смерти Бенедикта в 1999 году.
Последние годы жизни провела в Энсино под именем Мерри А. Бенедикт. Она вела довольно замкнутый образ жизни, хотя время от времени её узнавали на улицах. В частности, однажды совершенно незнакомый человек даже отчитал её за то, что она была такой подлой в роли тёти Элис в сериале «Нельзя быть слишком молодым».

## Смерть
Мерри Андерс умерла 28 октября 2012 года в Энсино, Калифорния, в возрасте 78 лет, причины её смерти не разглашались.

## Фильмография
| Год        |    | Русское название                    | Оригинальное название              | Роль                                                 |
| ---------- | -- | ----------------------------------- | ---------------------------------- | ---------------------------------------------------- |
| 1951       | ф  | Золотая девочка                     | Golden Girl                        | хористка (в титрах не указана)                       |
| 1952       | ф  | Оптом дешевле 2                     | Belles on Their Toes               | студентка/выпускница (в титрах не указана)           |
| 1952       | ф  | Отверженные                         | Les Miserables                     | Сисели (в титрах не указана)                         |
| 1952       | ф  | Подожди, пока засияет солнце, Нелли | Wait Till the Sun Shines, Nellie   | Аделин Хэлпер/Аделин Бёрдж (в титрах не указана)     |
| 1953       | ф  | Фермер забирает жену                | The Farmer Takes a Wife            | Ханна                                                |
| 1953       | ф  | Как выйти замуж за миллионера       | How to Marry a Millionaire         | модель (в титрах не указана)                         |
| 1953       | ф  | Титаник                             | Titanic                            | студентка (в титрах не указана)                      |
| 1954       | ф  | Принцесса Нила                      | Princess of the Nile               | служанка                                             |
| 1954       | ф  | Фи                                  | Phffft                             | Марша (в титрах не указана)                          |
| 1954       | ф  | Три монеты в фонтане                | Three Coins in the Fountain        | (в титрах не указана)                                |
| 1954       | с  | Общественный защитник               | Public Defender                    | Агнес Фэй (1 эпизод)                                 |
| 1954       | с  | Телевизионный театр «Форда»         | The Ford Television Theatre        | разные роли (2 эпизода)                              |
| 1954—1955  | с  | Шоу Стю Эрвина                      | The Stu Erwin Show                 | Джойс Эрвин (26 эпизодов)                            |
| 1955       | ф  | Всё, что дозволено небесами         | All That Heaven Allows             | Мэри Энн                                             |
| 1955       | с  | «Ридерс Дайджест» на ТВ             | TV Reader's Digest                 | Сэлли (1 эпизод)                                     |
| 1955       | с  | Альфред Хичкок представляет         | Alfred Hitchcock Presents          | Лена (1 эпизод)                                      |
| 1955—1956  | с  | Это всегда Джэн                     | It's Always Jan                    | Вэл Марлоу (6 эпизодов)                              |
| 1955—1961  | с  | Письмо к Лоретте                    | Letter to Loretta                  | разные роли (2 эпизода)                              |
| 1956       | с  | Дневной спектакль                   | Matinee Theatre                    | (1 эпизод)                                           |
| 1956       | с  | Миллионер                           | The Millionaire                    | Хелен Форрестер (1 эпизод)                           |
| 1957       | ф  | Волна тепла Калипсо                 | Calypso Heat Wave                  | Марти Коллинз                                        |
| 1957       | ф  | Сёстры Далтон                       | The Dalton Girls                   | Холли Далтон                                         |
| 1957       | ф  | Смерть в небольших дозах            | Death in Small Doses               | Эми Филлипс                                          |
| 1957       | ф  | Кабинетный гарнитур                 | Desk Set                           | Кэти                                                 |
| 1957       | ф  | Побег из Сан-Квентина               | Escape from San Quentin            | Робби                                                |
| 1957       | ф  | Выслушай меня хорошенько            | Hear Me Good                       | Рут Коллинз                                          |
| 1957       | ф  | Бегущий в ночи                      | The Night Runner                   | Эми Хансен                                           |
| 1957       | ф  | Не время быть молодым               | No Time to Be Young                | Глория Стубен                                        |
| 1957       | с  | Сломанная стрела                    | Broken Arrow                       | Эми Брис (1 эпизод)                                  |
| 1957       | с  | Шоу Боба Каммингса                  | The Bob Cummings Show              | разные роли (2 эпизода)                              |
| 1957—1959  | с  | Шугарфут                            | Sugarfoot                          | разные роли (2 эпизода)                              |
| 1957—1959  | с  | Как выйти замуж за миллионера       | How to Marry a Millionaire         | Майк Макколл (52 эпизода)                            |
| 1957—1960  | с  | Шайенн                              | Cheyenne                           | разные роли (2 эпизода)                              |
| 1958       | ф  | Жестокая дорога                     | Violent Road                       | Кэрри, девушка в кабриолете                          |
| 1958       | ф  | Пять смелых женщин                  | Five Bold Women                    | леди из Миссури Эллен Даунс                          |
| 1958       | с  | Решение                             | Decision                           | Люси Хэмилтон (1 эпизод)                             |
| 1958—1962  | с  | Сансет-Стрип, 77                    | 77 Sunset Strip                    | разные роли (5 эпизодов)                             |
| 1959       | с  | Ричард Даймонд, частный детектив    | Richard Diamond, Private Detective | Клодия Рид (1 эпизод)                                |
| 1959       | с  | Полицейский штата                   | State Trooper                      | миссис Уоллес (1 эпизод)                             |
| 1959       | с  | Семья Маккой                        | The Real McCoys                    | мисс Маклин (1 эпизод)                               |
| 1959       | с  | Истории Уэллс-Фарго                 | Tales of Wells Fargo               | Лори Хаммер (1 эпизод)                               |
| 1959       | с  | Майк Хаммер                         | Mike Hammer                        | Харриет Бриттон (1 эпизод)                           |
| 1959       | с  | Шоу Энн Сотерн                      | The Ann Sothern Show               | Мирна (1 эпизод)                                     |
| 1960       | ф  | Гипнотический глаз                  | The Hypnotic Eye                   | Доди Уилсон                                          |
| 1960       | ф  | Ходячая мишень                      | The Walking Target                 | Сьюзен Мэллори                                       |
| 1960       | ф  | Молодой Джесси Джеймс               | Young Jesse James                  | Белль Старр                                          |
| 1960       | ф  | Весенний роман                      | Spring Affair                      | Дороти                                               |
| 1960       | с  | Бонанца                             | Bonanza                            | Вирджиния Кит (1 эпизод)                             |
| 1960—1961  | с  | Бронко                              | Bronco                             | разные роли (2 эпизода)                              |
| 1960 —1961 | с  | Мэверик                             | Maverick                           | разные роли (4 эпизода)                              |
| 1960—1962  | с  | Гавайский детектив                  | Hawaiian Eye                       | разные роли (4 эпизода)                              |
| 1960—1961  | с  | Случай опасного Робина              | The Case of the Dangerous Robin    | Аннетт Дю Блан (2 эпизода)                           |
| 1961       | ф  | Двадцать тысяч глаз                 | 20,000 Eyes                        | Карен Уокер                                          |
| 1961       | ф  | Игрок с оружием                     | The Gambler Wore a Gun             | Шэрон Донован                                        |
| 1961       | ф  | История полицейской собаки          | Police Dog Story                   | Терри Дэйтон                                         |
| 1961       | ф  | Тайна глубокой гавани               | Secret of Deep Harbor              | Джейни Фаулер                                        |
| 1961       | ф  | Когда бьют часы                     | When the Clock Strikes             | Элли                                                 |
| 1961       | с  | Шоу Боба Каммингса                  | The Bob Cummings Show              | (1 эпизод)                                           |
| 1961       | с  | Майкл Шейн                          | Michael Shayne                     | Джинджер Деннис (1 эпизод)                           |
| 1961       | с  | Сёрфсайд 6                          | Surfside 6                         | Крис Карнс (1 эпизод)                                |
| 1961       | с  | Театр предпросмотра «Вестингаус»    | Westinghouse Preview Theatre       | Пруденс Браун (1 эпизод)                             |
| 1961       | с  | Ичабод и я                          | Ichabod and Me                     | разные роли (2 эпизода)                              |
| 1961       | с  | Воспитывая Бадди                    | Bringing Up Buddy                  | Диана Митчелл (1 эпизод)                             |
| 1961—1964  | с  | Перри Мейсон                        | Perry Mason                        | разные роли (3 эпизода)                              |
| 1962       | ф  | Воздушный патруль                   | Air Patrol                         | Мона Уитни                                           |
| 1962       | ф  | Красавица и чудовище                | Beauty and the Beast               | Сибилл                                               |
| 1962       | ф  | Пэтти                               | Patty                              | Мэри                                                 |
| 1962       | с  | Прямо                               | Straightaway                       | Барбара (1 эпизод)                                   |
| 1962       | с  | Дни в Долине смерти                 | Death Valley Days                  | разные роли (2 эпизода)                              |
| 1963       | ф  | Дом проклятых                       | House of the Damned                | Нэнси Кемпбелл                                       |
| 1963       | ф  | Полицейская медсестра               | Police Nurse                       | Джоан Олсон                                          |
| 1963       | тф | Код ФБР 98                          | FBI Code 98                        | Грейс Маклин                                         |
| 1963       | с  | Программа Джека Бенни               | The Jack Benny Program             | похитительница, она же Флоренс Найтингейл (1 эпизод) |
| 1963—1964  | с  | Шоу Джои Бишопа                     | The Joey Bishop Show               | разные роли (2 эпизода)                              |
| 1964       | ф  | Быстрый стрелок                     | The Quick Gun                      | Хелен Рид                                            |
| 1964       | ф  | Налётчики из морских глубин         | Raiders from Beneath the Sea       | Дотти Харпер                                         |
| 1964       | ф  | Тигр идёт                           | A Tiger Walks                      | Бетти Коллинз                                        |
| 1964       | ф  | Путешественники во времени          | The Time Travelers                 | Кэрол Уайт                                           |
| 1964       | ф  | Молодая ярость                      | Young Fury                         | Элис                                                 |
| 1964       | с  | Виргинец                            | The Virginian                      | Донна Даррелл (1 эпизод)                             |
| 1964       | с  | Арест и судебное разбирательство    | Arrest and Trial                   | Джойс (1 эпизод)                                     |
| 1964       | с  | Семейка Аддамс                      | The Addams Family                  | мисс Карвер                                          |
| 1965       | ф  | Пощекочи меня                       | Tickle Me                          | Эстелль Пенфилд                                      |
| 1965—1966  | с  | Нельзя быть слишком молодым         | Never Too Young                    | Элис (147 эпизодов)                                  |
| 1966       | ф  | Женщины с доисторической планеты    | Women of the Prehistoric Planet    | лейтенант Карен Ламонт                               |
| 1966       | с  | Напряги извилины                    | Get Smart                          | мисс Слоун (1 эпизод)                                |
| 1967—1968  | с  | Облава 1967                         | Dragnet 1967                       | женщина-полицейский Дороти Миллер (7 эпизодов)       |
| 1967—1968  | с  | Лесси                               | Lassie                             | разные роли (4 эпизода)                              |
| 1970       | ф  | Аэропорт                            | Airport                            | миссис Бёрт Болл, пассажирка (в титрах не указана)   |
| 1971       | ф  | Кровавое наследство                 | Blood Legacy                       | Лора Дин                                             |
| 1971       | с  | Дымок из ствола                     | Gunsmoke                           | Ширли (2 эпизода)                                    |